# GMV
GMV (antigament Grupo Tecnológico e Industrial GMV, S.A.), fundada el 1984, és un grup empresarial de capital privat amb presència internacional que opera en diversos sectors d'alta tecnologia i la facturació internacional de la qual és del 60% del total. L'estratègia de creixement de la companyia es basa en la innovació contínua, dedicant un 10% de la seva facturació a R+D+I.
Les empreses que en formen part són entre d'altres: GMV Aerospace and Defence, S.A., GMV Space Systems, Inc., GMV Sistemas, S.A., GMV Soluciones Globales Internet, S.A., Masisconvi, S.A., GMV-Skysoft, i GMV Innovating Solutions, Sp.zo.o.

## Àrees d'activitat
GMV proporciona solucions, sistemes integrats, productes i serveis especialitzats d'alt contingut tecnològic. Les seves activitats abasten tot el cicle de vida del sistema, des de serveis de consultoria i enginyeria, fins al desenvolupament de programari i maquinari, la integració de sistemes claus en mà i el suport a les operacions. Aquesta oferta va dirigida a través de les seves diferents filials a vuit sectors:
- Administracions Públiques
- Aeronàutica
- Automoció
- Banca i Assegurances
- Ciberseguretat
- Defensa i seguretat
- Espai
- Sanitat
- Sistemes Intel·ligents de Transport
- Telecomunicacions
- TIC per a Empresa

## Història
L'any 1980 es crea a l'Escola Tècnica Superior d'Enginyers Aeronàutics (ETSIA) de la Universidad Politécnica de Madrid un grup de treball de mecànica del vol, que va ser l'origen de la posterior GMV (sigles de Grupo Mecánica de Vuelo). Però no va ser fins al 1984 que no es va fundar la primera empresa de l'actual grup empresarial.
Inicialment GMV es va centrar en els sectors espacial i de defensa, per posteriorment endinsar-se en les àrees d'aeronàutica i espai, ocupant-ne actualment una posició de lideratge internacional. És llavors quan comença a treballar pel Centre d'Operacions de l'Agència Espacial Europea (ESA) i es mostra com una empresa sòlida en ple creixement. Atès a la qualitat del seu treball en el sector espacial europeu va ser declarada l'any 1988 Centre d'Excel·lència en Mecànica Orbital per la ESA.
A principis de la dècada del 1990, GMV comença a diversificar la seva activitat cap a altres sectors tecnològics. Les noves línies de negoci sorgides són en els sectors del transport, les telecomunicacions i en l'aplicació de les tecnologies d'informació per a administracions públiques i grans empreses, aconseguint així ser capdavantera en àrees com la intranet o les aplicacions de la navegació per satèl·lit.
Amb el desenvolupament de sistemes de localització i gestió de flotes basats en tecnologies GPS, GMV es va convertir en pionera a nivell espanyol en sistemes intel·ligents per al transport. També durant aquesta dècada consolida la seva posició en Defensa.
L'any 2000, GMV crea Galileo Sistemas y Servicios, S.L. (GSS), juntament amb altres societats del sector aeroespacial, per tal de desenvolupar i explotar el sistema de navegació per satèl·lit europeu Galileo.
El 2001 es produeix un canvi en l'estructura directiva del grup empresarial, i GMV inicia una nova etapa en la qual inverteix en el desenvolupament de nous productes i solucions en Espai, Defensa, Transport i Tecnologies de la Informació, decideix l'entrada en noves àrees i s'expan internacionalment. Aquesta política fa que el 2004 GMV obri una filial als EUA, la qual centra l'activitat en el mercat aeroespacial estatunidenc. L'any següent, i continuant amb la seva estratègia de creixement i desenvolupament internacional, adquireix el 58% de l'empresa portuguesa Skysoft, amb un mercat i una línia d'activitat similar al de GMV.
El 2007 compra el 66% de l'empresa catalana Masisconvi (dedicada als sistemes d'expedició, control i validació de títols de transport), amb presència a Amèrica del Sud i a l'Àfrica del Nord. És durant aquest any quan completa l'adquisició de Skysoft, però no és fins al 2009 que no aconsegueix el 99,69% de Masisconvi.
L'any 2008 l'Institut Espanyol de Comerç Exterior (ICEX) nomena GMV una de les grans marques espanyoles.
A principis de 2009 GMV passa a ser proveïdor TIC de la Generalitat de Catalunya.

## Altres
L'organització multinacional sense ànim de lucre FIRST (For Inspiration and Recognition of Science and Technology) i LEGO, una empresa de joguines danesa, organitzen el 1998 la primera competició FIRST LEGO League (FLL), un torneig internacional de robòtica per a nois i noies d'entre 10 i 16 anys del qual GMV n'és el patrocinador principal des del 2007 fins al 2014.
L'any 2004 es va crear la Càtedra GMV, una iniciativa acadèmica que és fruit de la col·laboració entre la Universidad Politécnica de Madrid (UPM), l'Escola Tècnica Superior d'Enginyers Aeronàutics (ETSIA) i GMV, S.A.
GMV participa, juntament amb BEST International (Board of European Students of Technology), en la competició d'enginyeria BEST-GMV, aquesta a nivell estatal.
Té acords de pràctiques amb diverses universitats: Universitat Autònoma de Barcelona, Universitat Politècnica de Catalunya, La Salle, Universidad Politécnica de Madrid, etc.
GMV és l'única empresa espanyola acreditada per l'ONU per al desminat humanitari.

## GMV al món
GMV és present a:
- Catalunya: Barcelona i l'Ametlla del Vallès (Vallès Oriental)
- resta de l'estat: Tres Cantos (Madrid, oficines centrals), Boecillo (Valladolid), Sevilla, València, Lleó, Santa Cruz de Tenerife (Canàries) i Saragossa
- resta del món: Lisboa (Portugal), Rockville (Maryland, Estats Units), Kuala Lumpur (Malàisia), Varsòvia (Polònia), Bucarest (Romania) i Darmstadt (Alemanya), Regne Unit, França (Tolosa de Llenguadoc), Colòmbia (Bogotà).